# Hohen Wangelin
Hohen Wangelin ist eine Gemeinde im Westen des Landkreises Mecklenburgische Seenplatte in Mecklenburg-Vorpommern (Deutschland). Sie wird vom Amt Seenlandschaft Waren mit Sitz in der Stadt Waren (Müritz) verwaltet.

## Geografie
Die Gemeinde Hohen Wangelin liegt inmitten der Mecklenburgischen Seenplatte, zwischen den Städten Waren (Müritz), Krakow am See, Teterow und Malchow. Das hügelige Gemeindegebiet (bis 102 m über NHN) ist wald- und seenreich. Von den Seen sind der Malkwitzer, der Kraazer, der Hof- und der Orthsee hervorzuheben. Durch diese Seenkette fließt die nahe dem Ortsteil Malkwitz entspringende Nebel. Im nordöstlichen Gemeindegebiet liegt die Quelle der Westpeene (Quellsee: Kleiner Liepener See). Der Süden der Gemarkung Hohen Wangelin liegt im Naturpark Nossentiner/Schwinzer Heide.
Umgeben wird Hohen Wangelin von den Nachbargemeinden Vollrathsruhe im Norden, Klocksin im Nordosten, Jabel im Osten, Nossentiner Hütte im Süden sowie Dobbin-Linstow im Westen.
Zur Gemeinde Hohen Wangelin gehören die Ortsteile Cramon, Hohen Wangelin, Kniep, Liepen und Malkwitz.

## Geschichte

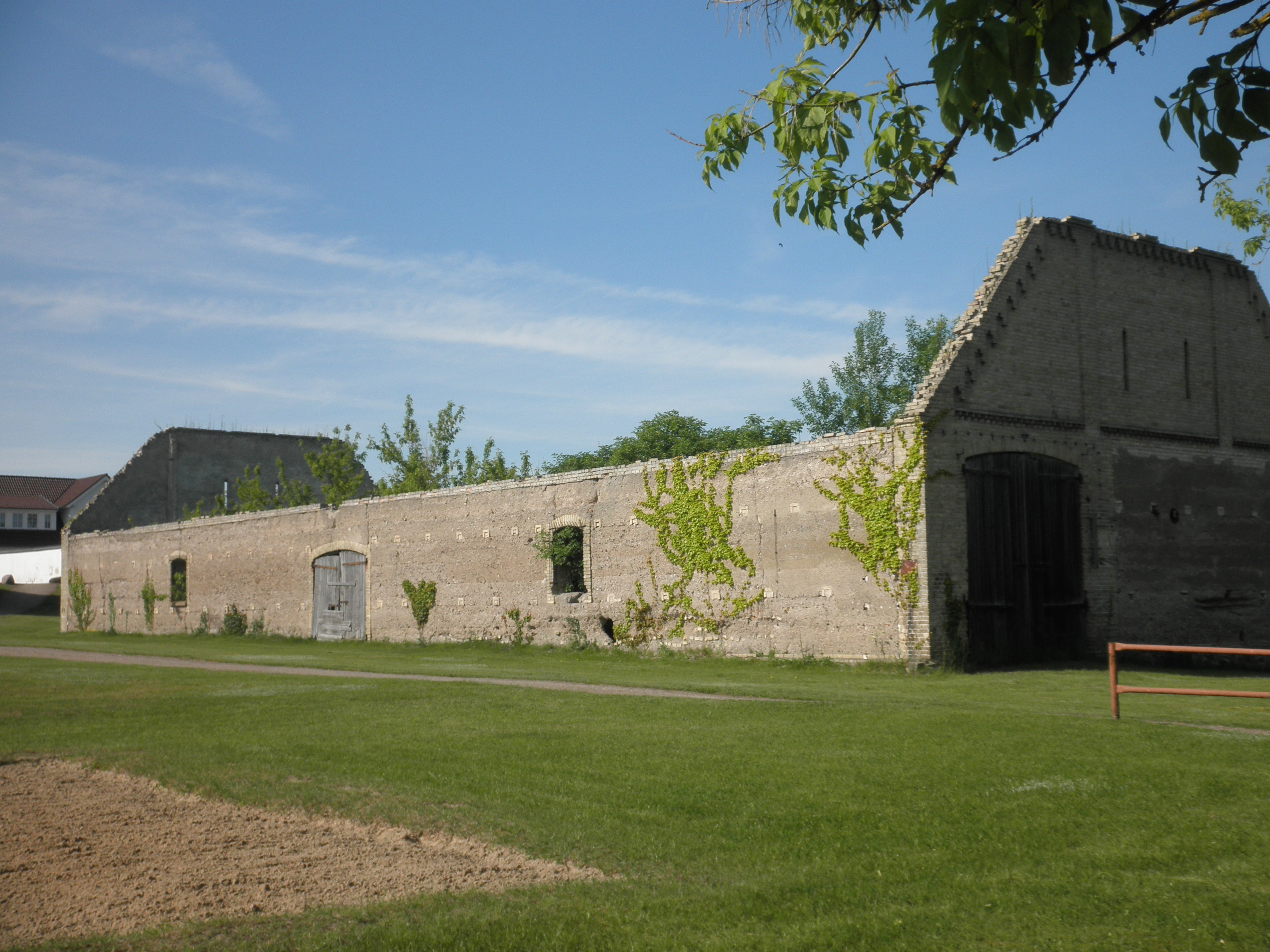
Gutsgebäude in Hohen Wangelin (2010)

Der ursprünglich slawisch besiedelte Ort Hohen Wangelin tauchte erstmals 1319 in einer Urkunde auf.
Das Gut Cramon wurde 1803 vom Kloster Malchow übernommen. Es wurde Pachtgut mit über 1400 ha zum Ende des 19. Jahrhunderts und großem Viehbestand. 1928 übernahm der Freistaat Mecklenburg-Schwerin das Gut als Domäne. 1945 wurde es enteignet und mit 16 Neubauern-Familien aufgesiedelt, später LPG und dann an das Gut Hohen Wangelin angegliedert. Das Gutshaus wurde 1978 abgerissen, auch viele der früheren Wirtschaftsgebäude existieren nicht mehr. Heute befindet sich eine Pferdesporteinrichtung im Gutsgelände.
Am 1. Juli 1950 wurden die bis dahin eigenständigen Gemeinden Cramon, Liepen und Malkwitz eingegliedert.

## Politik

### Gemeindevertretung und Bürgermeister
Der Gemeinderat besteht (inkl. Bürgermeister) aus sieben Mitgliedern. Die Wahl zum Gemeinderat am 26. Mai 2019 hatte folgende Ergebnisse:
| Partei/Bewerber          | Prozent | Sitze |
| ------------------------ | ------- | ----- |
| Einzelbewerber Nörenberg | 24,42   | 1     |
| CDU                      | 19,16   | 2     |
| Einzelbewerber Burk      | 16,82   | 1     |
| Einzelbewerber Willems   | 16,36   | 1     |
| Einzelbewerberin Günther | 13,55   | 1     |
| Die Linke                | 9,70    | 1     |

Bürgermeister der Gemeinde ist Torsten Nörenberg, er wurde mit 64,04 % der Stimmen gewählt.

### Dienstsiegel
Die Gemeinde verfügt über kein amtlich genehmigtes Hoheitszeichen, weder Wappen noch Flagge. Als Dienstsiegel wird das kleine Landessiegel mit dem Wappenbild des Landesteils Mecklenburg geführt. Es zeigt einen hersehenden Stierkopf mit abgerissenem Halsfell und Krone und der Umschrift „GEMEINDE HOHEN WANGELIN • LANDKREIS MECKLENBURGISCHE SEENPLATTE“.

## Sehenswertes

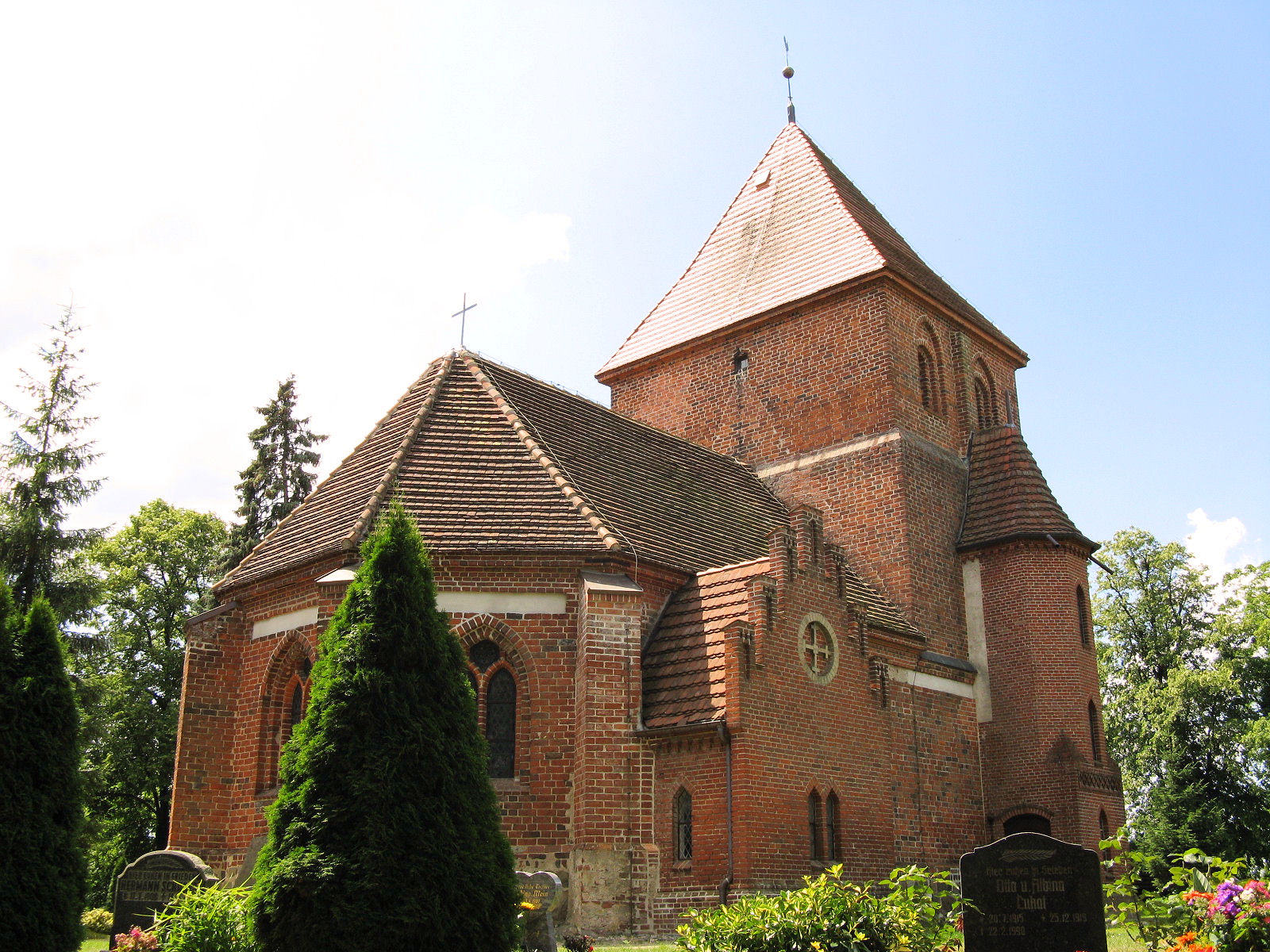
Dorfkirche in Hohen Wangelin

Die Dorfkirche Hohen Wangelin ist eine Backsteinkirche aus dem 15. Jahrhundert, 1868 bekam sie zwei neogotische Portalhallen und eine neue Innenausstattung. Sie dient der evangelisch-lutherischen Kirchengemeinde, die im Kirchenkreis Güstrow organisiert ist.
Sehenswert ist auch die Vierseitenanlage des früheren Gutsensembles. Die Wirtschaftsgebäude befinden sich zum Teil im Verfall, im ehemaligen Gutshaus sind heute eine Pension sowie die Sparkasse untergebracht.
Das Vereinsleben der Gemeinde wird vom Sportverein, der Freiwilligen Feuerwehr, dem Landfrauenverein, dem Kleingartenverein und dem Reitverein Cramon getragen.

## Wirtschaft und Infrastruktur
Zur Infrastruktur der Gemeinde gehören eine Kindertagesstätte, eine Arztpraxis, ein Frisörsalon, ein Vereinshaus sowie ein Einzelhandelsunternehmen.
Neben einem Neubaugebiet für Eigenheime entstand ein Gewerbegebiet nahe der Bundesautobahn 19 (A 19). Es beherbergt zwei Baustoffwerke, ein Kieswerk und zwei Speditionen. Im Jahr 2011 wurde der Rest des Gewerbegebietes mit einer Größe von rund 16 ha verkauft, um Fotovoltaikanlagen zu installieren. Dafür wurde die Solum 12 GmbH gegründet, die in Kölln ansässig ist. Bebaut sind im ersten Abschnitt rund 16 ha. Im zweiten Abschnitt wurden auf dem ehemaligen VEG-Gelände noch einmal etwa zwölf Hektar Freiflächen-Anlagen errichtet. Vorhabenträger hier ist ein Tochterunternehmen der WEMAG. Beide Solarkraftwerke sind seit Juni 2014 am Netz.

## Verkehr
Durch das östliche Gemeindegebiet führt die Bundesstraße 108. Landstraßen verbinden Hohen Wangelin mit der Stadt Waren (Müritz). Der nächste Bahnhof befindet sich in Silz. Die Landesstraße 204 verläuft durch das Gewerbegebiet Hohen Wangelin bis zur Anschlussstelle Linstow der A 19. Der frühere Verlauf durch die Ortsteile Cramon und Hohen Wangelin ist heute Gemeindestraße.

## Persönlichkeiten
Der Schriftsteller und Literaturkritiker Peter Jokostra (1912–2007) bewirtschaftete von 1935 bis 1941 einen Bauernhof in der Gemeinde Liepen, welche später Ortsteil von Hohen Wangelin wurde. Die Erinnerungen aus dieser Zeit verarbeitete er in dem Roman Damals in Mecklenburg, der im Jahr 1990 beim Langen Müller Verlag erschien. Der Bühnenautor Friedrich Wischmann (1894–1945) wurde hier als Pastorensohn geboren.